# طارق محمد صالح
طارق محمد صالح (عربی: عادل عبدالله؛ ۱ ژانویهٔ ۱۹۳۸ – ۸ فوریهٔ ۱۹۶۳) بازیکن فوتبال بود.
وی همچنین در تیم ملی فوتبال عراق بازی کرده‌است.